# キジムシロ
キジムシロ（雉莚、雉蓆、学名: Potentilla fragarioides var. major、シノニム：Potentilla sprengeliana ）はバラ科キジムシロ属の多年草。

## 特徴
茎の高さは5-30cmになる。葉は奇数羽状複葉で5-7枚、まれに3-9枚の小葉からなり、先端の小葉3枚が大きい。小葉の形は楕円形で縁には鋸歯がある。托葉があり、形は披針形で帯褐色となる。花期は4-5月で、花茎に黄色で径15-20mmの花を多数つける。萼片は5枚で卵状披針形、花弁も5枚で長さは6-12mmになる。果実は痩果となり、卵形となる。
和名の由来は、花後の葉が放射状に展開し、その株の姿がキジが休むムシロに例えられたことによる。
種小名 (fragarioides) は「オランダイチゴに似た」という意味。

## 分布と生育環境
日本では、北海道、本州、四国、九州、南西諸島に、アジアでは、朝鮮に分布し、日当たりのよい雑木林、丘陵地、草原、海岸の岩場などにふつうにみられる。種としては、中国、シベリアにも及ぶ。

## 近縁種
- エチゴキジムシロ (Potentilla togasii) 本州北部の日本海側に分布し、小葉は5枚。
- ミツバツチグリ (Potentilla freyniana) 北海道-九州に分布し、小葉は3枚。
- イワキンバイ (Potentilla dickinsii) 北海道-九州に分布し、山地の岩上に自生、小葉は3-5枚。
- ツルキンバイ (Potentilla yokusaiana) 本州（関東以西）-九州に分布し、長い匐枝を出す、小葉は3枚、まれに5枚。
- ミヤマキンバイ (Potentilla matsumurae) 北海道、本州北部に分布し、高山の岩礫地に自生、小葉は3枚。